# Karol Sevilla
Karol Itzitery Piña Cisneros (Mexico-Stad, 9 november 1999), beter bekend onder haar artiestennaam Karol Sevilla, is een Mexicaanse actrice, zangeres en youtuber.

## Carrière
Sevilla werd bekend door haar verschillende rollen in de Mexicaanse televisieserie La rosa de Guadalupe in de jaren 2008-2015. Ze kreeg in 2016 de hoofdrol in de Argentijnse Disney Channel-serie Soy Luna. Daarin speelt ze Luna Valente/Sol Benson. Karol Sevilla groeide op in Mexico-Stad. Vanaf 2006 ging ze naar het kindercentrum voor kunsteducatie van Televisa tot ze in 2008 afstudeerde. Ze heeft een oudere broer, Mauricio. Ze begon haar carrière op zesjarige leeftijd in tv-commercials, voordat ze rolde in tv-series en telenovela's. In 2011 landde ze een rol in Amorcito Corazon als Maria Luz, de dochter van de hoofdrolspeler. In 2012 staarde ze te gast in Cómo Dice El Dicho in de aflevering "No vale la pena llorar sobre la leche derramada." Van 2008 tot 2015 was ze in een paar afleveringen van La Rosa de Guadalupe. Ze was ook de muziektheaterproducties El Mago de Oz , Fantabulosa en Timbiriche.